# سیارک ۲۶۹۲۴
سیارک ۲۶۹۲۴ (به انگلیسی: 26924 Johnharvey، نامگذاری: 1996YZ2) بیست و شش هزار و نهصد و بیست و چهارمین سیارک کشف شده‌است که در ۳۰ دسامبر ۱۹۹۶ کشف شد.